# Guglielmo Tell (film 2024)
Guglielmo Tell è un film del 2024 scritto e diretto da Nick Hamm, basato sull'omonima opera teatrale di Friedrich Schiller.
È interpretato da Claes Bang, Connor Swindells, Golshifteh Farahani, Jonah Hauer-King, Ellie Bamber, Rafe Spall, Emily Beecham, Theo Hamm, Jonathan Pryce e Ben Kingsley.
Il film ha avuto la sua anteprima mondiale al Toronto International Film Festival il 5 settembre 2024. Ha ricevuto recensioni contrastanti.

## Trama
Nell'anno 1307, la Svizzera è una provincia sotto il dominio della casa reale austriaca degli Asburgo.
Il popolo svizzero è risentito per questa occupazione straniera e la ribellione è alle porte, soprattutto perché i soldati degli Asburgo brutalizzano la popolazione a loro piacimento.
Alcuni nobili svizzeri, come Rudenz di Attinghausen e Werner Stauffacher, cercano di rimanere in buoni rapporti con gli Asburgo, per interesse personale, per paura di ritorsioni o, nel caso di Rudenz, per amore di Bertha, nipote del re Alberto I d'Asburgo, che si risente della tirannia dello zio sulla Svizzera ed è sorvegliata dal vassallo di Alberto, Gessler.
Konrad Baumgarten, un contadino che ha ucciso il soldato Wolfshot per aver violentato e assassinato la moglie, diventa un fuggitivo. Quando tenta di attraversare un lago in tempesta per sfuggire ai suoi inseguitori, viene aiutato da Guglielmo Tell, un ex soldato crociato stanco della guerra, famoso per la sua abilità con la balestra.
In seguito all'assassinio di Wolfshot, Alberto I d'Asburgo insedia Gessler come balivo per mantenere l'ordine nel cantone.
Konrad e Guglielmo trovano rifugio presso gli Stauffacher e lì Gertrude, moglie di Werner, esorta Tell ad aiutare gli svizzeri a organizzare una ribellione contro gli austriaci, ma lui è riluttante all'idea. Tuttavia accetta di contattare il suo amico Furst, un prete di Altendorf, affinché agisca come portavoce per unire i cantoni.
Per umiliare gli svizzeri, Gessler fa erigere nelle piazze dei pali e posizionare degli elmi sulle loro sommità, poi emana un decreto pubblico che impone alla popolazione di inchinarsi all'elmo ogni qualvolta si passi davanti a uno dei pali, in segno di riverenza verso l'autorità del re.
Quando Tell si rifiuta di inchinarsi davanti a un simile palo, gli scagnozzi di Gessler lo arrestano per oltraggio al re. Mentre la gente si solleva per protestare, Gessler arriva in compagnia di Rudenz e Bertha e, per punire l'insolenza di Tell ma anche per il proprio crudele divertimento, sfida Guglielmo a colpire con un dardo di balestra la mela posta sulla testa di suo figlio Walter, in cambio della libertà. Tell ci riesce, ma quando Gessler scopre che Guglielmo avrebbe osato ucciderlo se avesse sbagliato mira e avesse colpito per errore suo figlio, ne conferma l'arresto e lo fa portare via.
Indignato dalla crudeltà di Gessler, Rudenz torna dal moribondo zio Attinghausen per farne rapporto. Il barone cerca di fare appello alla fedeltà del nipote verso la natìa patria Svizzera,   dicendogli di non parteggiare per gli austriaci solo per paura di perdere la benedizione di Re Alberto in caso di un suo matrimonio con Bertha. Il ragazzo si convince e si impegna a sostenere la causa del popolo svizzero.
Così, i leader dei cantoni si riuniscono e si costituiscono in nazione.
Mentre Tell viene trasportato come prigioniero attraverso lo stesso lago su cui aveva portato in salvo Baumgarten tempo prima, un'altra tempesta colpisce la nave, che si arena sulla riva.
Bertha, a bordo anch'ella come prigioniera per aver rifiutato le avances di Gessler, approfitta della caotica situazione per liberare Tell, poi scappano insieme nei boschi vicini, apprendendo dai cacciatori locali che Gessler è in viaggio per Küssnacht. Guglielmo organizza allora un'imboscata alla carovana di Gessler sfruttando una gola che conduce alla città, ma riesce solamente a ferirlo ed è costretto a fuggire.
Prima di separarsi da Tell per andare a cercare di dissuadere il re Alberto dall'aiutare Gessler, Bertha gli ricorda di perseguire il suo obiettivo con più cautela invece che farsi guidare da una furia cieca. Guglielmo si unisce dunque alla resistenza, dove viene a conoscenza di un altro fallito attacco contro la guarnigione di Gessler ad Altendorf, durante il quale Gertrude è stata uccisa.
A questo punto Guglielmo assume il comando dei ribelli e addestra i combattenti per un nuovo assalto che sia più organizzato ed efficace dei precedenti, mentre Gessler è determinato a resistere fino all'arrivo dei rinforzi di Alberto I.
Bertha viene arrestata e condannata a morte quando, nel tentativo di convincerlo a fermare le ostilità verso gli svizzeri, interrompe re Alberto pubblicamente durante un discorso di incitamento ai soldati, ma viene liberata in segreto dal duca John, suo cugino, per poi raggiungere di soppiatto e assassinare Alberto I nel suo letto. 
Mentre Tell reclama Gessler alle porte della città per attirare la sua attenzione, diversi combattenti della resistenza penetrano in città attraverso un tunnel segreto e aprono le porte la mattina successiva, consentendo alle forze di Tell di assaltare Altendorf.
Durante i combattimenti, Gessler uccide Rudenz e Stauffacher, cattura il figlio di Tell e lo tiene in ostaggio. Tuttavia le guarnigioni degli Asburgo si ritirano dopo aver appreso della morte del loro re e, mentre i soldati di Gessler si arrendono intorno a lui, Walter si libera.
Guglielmo si prepara a uccidere Gessler, ma lo risparmia su insistenza di Walter. La tirannia di Alberto I e i soprusi di Gessler sono finiti.
Alcuni giorni dopo, mentre Tell tenta di tornare alla sua vecchia vita, Bertha si riunisce a lui e gli racconta che la figlia di Alberto I, Agnes, ha giurato vendetta contro il popolo svizzero, lui compreso, per la morte del padre, segnando l'inizio di un altro e più sanguinoso conflitto per la libertà della Svizzera.

## Produzione
Il film ha ricevuto finanziamenti per le riprese in Alto Adige nel giugno 2023.
Il cast è stato ufficialmente confermato nell'ottobre 2023, con le riprese fissate principalmente in Svizzera e nel Regno Unito, per poi concludersi in Italia.
A maggio 2024 il film è entrato in post-produzione. Il budget del film è stato di 45 milioni di dollari.

## Distribuzione
L'anteprima mondiale al Toronto International Film Festival si è tenuta il 5 settembre 2024.
Il primo trailer viene diffuso il 25 ottobre 2024. Il film è poi uscito il 10 gennaio 2025 nel Regno Unito, su distribuzione Altitude Film Distribution.
Il primo trailer in italiano è stato diffuso il 13 marzo 2025 ed il film è uscito il 3 aprile 2025 su distribuzione Eagle Pictures.

## Accoglienza

### Incassi
Il film ha incassato 680624 $.

### Critica
Sul sito web aggregatore di recensioni Rotten Tomatoes, il film riporta il 55% di gradimento, con 55 recensioni;
Metacritic, che utilizza una media ponderata, ha assegnato al film un punteggio di 52 su 100, basato su 12 critici, indicando recensioni "miste o nella media".
La giornalista Helen O'Hara di Empire ha dato al film tre stelle su cinque e ha scritto: "Questo racconto in vecchio stile di eroismo popolare e di strenui ribelli trae forza da solide interpretazioni e scenari spettacolari, ma perde colpi a favore di un finale aperto che permetta un sequel".